# Carl Adlerfelt
Carl Adlerfelt, född 1719 i Stockholm, död den 20 januari 1769 i Malmö, var en svensk friherre, militär och ämbetsman. Han var son till Per Adlerfelt. 

## Biografi
Adlerfelt började 1734 sin bana som volontär vid fortifikationen, befordrades 1741 till kapten vid det samma år upprättade Hamiltonska regementet och ingick efter finska kriget, varunder han åren 1741–42 var stabsadjutant hos general Bousquet, i fransk krigstjänst och deltog i flera blodiga träffningar samt var bland annat adjutant hos marskalken av Sachsen 1744. 
Sedan han återkommit till Sverige, 1746, fick han en mängd förtroendeposter inom svenska armén, utnämndes till kung Fredrik I:s generaladjutant och chef för Kronprinsens regemente, deltog i det pommerska kriget och blev slutligen 1760 generalmajor och 1764 landshövding i Malmöhus län samt överkommendant i Malmö. 
Under de fem år, som han hade detta län under sin förvaltning, hann Adlerfelt uträtta mycket för dess utveckling i flera riktningar. Så arbetade han för skogsodling, storskiftets ordnande, fattigvården, folkundervisningen, den allmänna ordningen, kyrkotukten, eldsläckningsverket i staden och på landet med mera. De gamla goda landsvägarna i södra Skåne var ända in på 1900-talet minnen från hans landshövdingetid.
Adlerfelt lät 1768 uppföra ett monument, Stavsten, på platsen i Maglarps socken vid den skånska sydkusten cirka fem kilometer väster om Trelleborg där Karl XII landsteg 1715 efter sina krigsår på kontinenten. 

### Familj
Han var gift första gången 1745 med Franciska Magdalena von Falkenhain från Strassburg, död 1751, andra gången 1754 med Agneta Strömfelt, död i barnsäng 1760, tredje gången 1762 med Ulrika Sparre, död 1765, och fjärde gången 1768 med Betty (ätten Jennings), som avled 1801. Med honom utslocknade friherrliga ätten Adlerfelt på svärdssidan.